# Kontrollratsgesetz Nr. 22
Mit dem vom Alliierten Kontrollrat am 10. April 1946 erlassenen Kontrollratsgesetz Nr. 22 Betriebsräte wurde nach der Zeit des Nationalsozialismus per Gesetz den Arbeitern und Angestellten wieder gestattet, einen Betriebsrat zu bilden.

## Entstehungsgeschichte
Unmittelbar nach Kriegsende bildeten sich auf Initiative der Belegschaften in mittleren und größeren Industriebetrieben Betriebsräte ohne juristische Grundlage oder auch Aufforderung seitens der Besatzungsmächte. In manchen Fällen gab es schon vor Kriegsende Absprachen unter den betrieblichen Akteuren, die versuchten die Sprengung von Betriebsteilen, Zerstörungen durch Kriegshandlungen oder das „Absaufen“ von Schachtanlagen zu verhindern. Formal galt noch das nationalsozialistische Gesetz zur Ordnung der nationalen Arbeit von 1934 und die neu entstandenen Gewerkschaften forderten auf der ersten Gewerkschaftskonferenz im März 1946 eine einheitliche gesetzliche Regelung, wie sie während der Zeit der Weimarer Republik mit dem abgeschafften Betriebsrätegesetz von 1920 bestanden hatte. In der sowjetischen Besatzungszone wurden schon im Jahre 1945 Betriebsrätegesetze erlassen, die weitgehende wirtschaftliche Mitbestimmungsrechte sicherten.
Das Kontrollratsgesetz bestand nur aus 13 Artikeln. Es entsprach dem angelsächsischen Rechtsverständnis und regelte in Form von Rahmenbestimmungen Bildung und Aufgaben der Betriebsräte. Die Wahlperiode sollte ein Jahr betragen, ehemalige Funktionäre der Deutschen Arbeitsfront und NSDAP-Mitglieder durften nicht gewählt werden. Von den Gewerkschaften wurde das Gesetz als ein Rückschritt im Vergleich zu 1920 angesehen, weil sie eine ausdrückliche Sicherung von Rechten vermissten. So wurden von den Gewerkschaften Betriebsvereinbarungen angestrebt und teilweise mit den Arbeitgebern abgeschlossen, in denen weitergehende Mitbestimmungsrechte festgelegt wurden.